# União das Freguesias de Melres e Medas
União das Freguesias de Melres e Medas, auch Melres e Medas, ist eine Gemeinde im Norden Portugals. Sie wurde 2013 durch den Zusammenschluss der ehemaligen Gemeinden Melres und Medas gebildet.
Melres e Medas gehört zum Kreis Gondomar im Distrikt Porto, besitzt eine Fläche von 27,8 km² und hat 5295 Einwohner (Stand 19. April 2021).